# 발전기

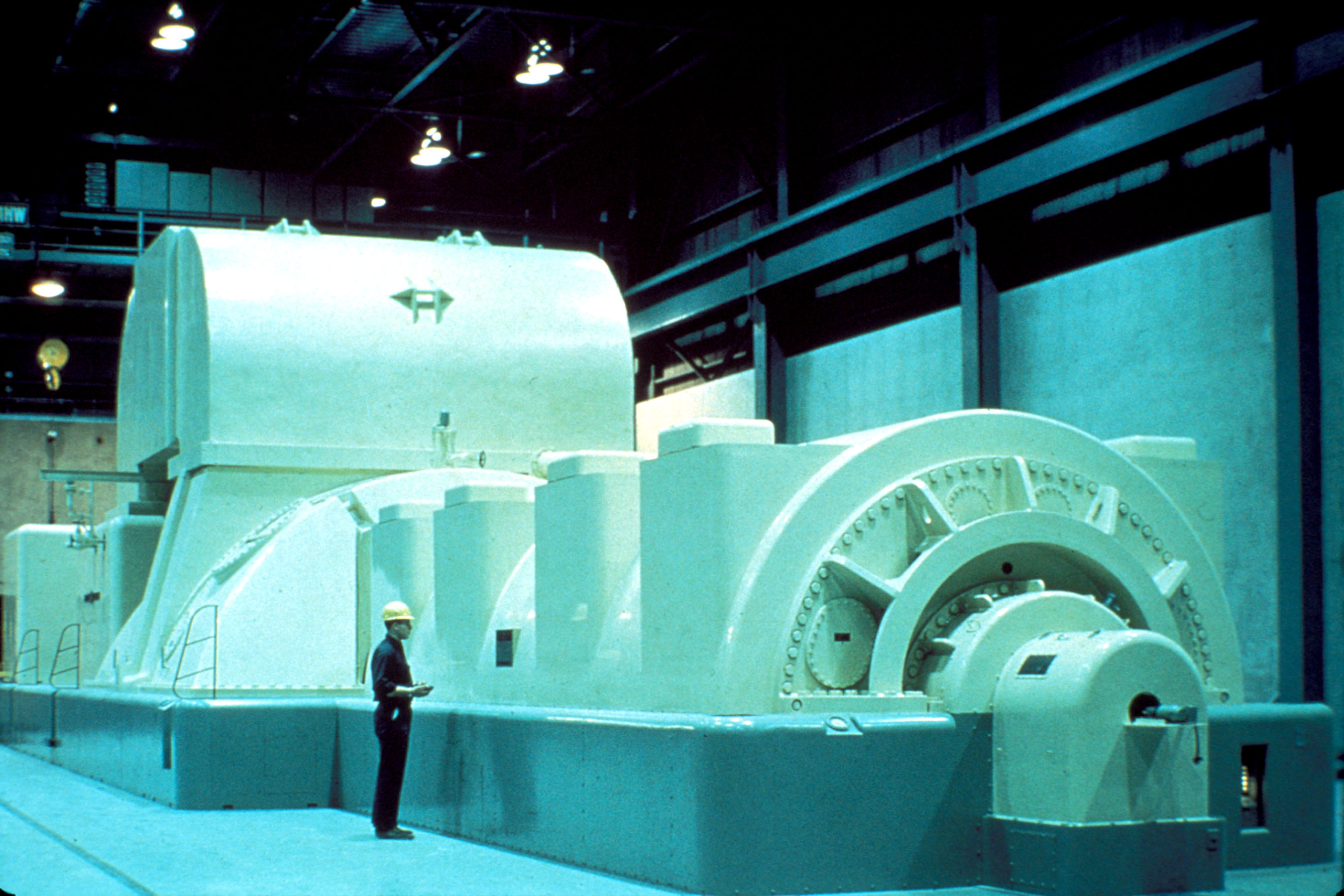
현대의 증기터빈 발전기

발전기(發電機, 영어: electric generator)는 역학적 에너지를 전기 에너지로 변환하는 장치이자 '전압을 발생시키는 장치'다. 일반적으로 전자기 유도를 이용한다. 발전기 동작의 기본 원리는 전동기의 원리와 같이 앙페르 법칙과 패러데이의 유도 법칙이다. 따라서 전기에너지의 역변환은 전동기로 수행되며 모터와 발전기는 많이 흡사하다. 원리적인 구분으로 직류발전기, 동기발전기, 유도발전기 등이 있다. 역학적 에너지의 근원은 터빈엔진, 터빈 또는 수차를 통해 떨어지는 물, 내부 연소 엔진, 바람 터빈, 태양 또는 태양에너지, 압축공기 등이 있다.

## 발전기술의 발달

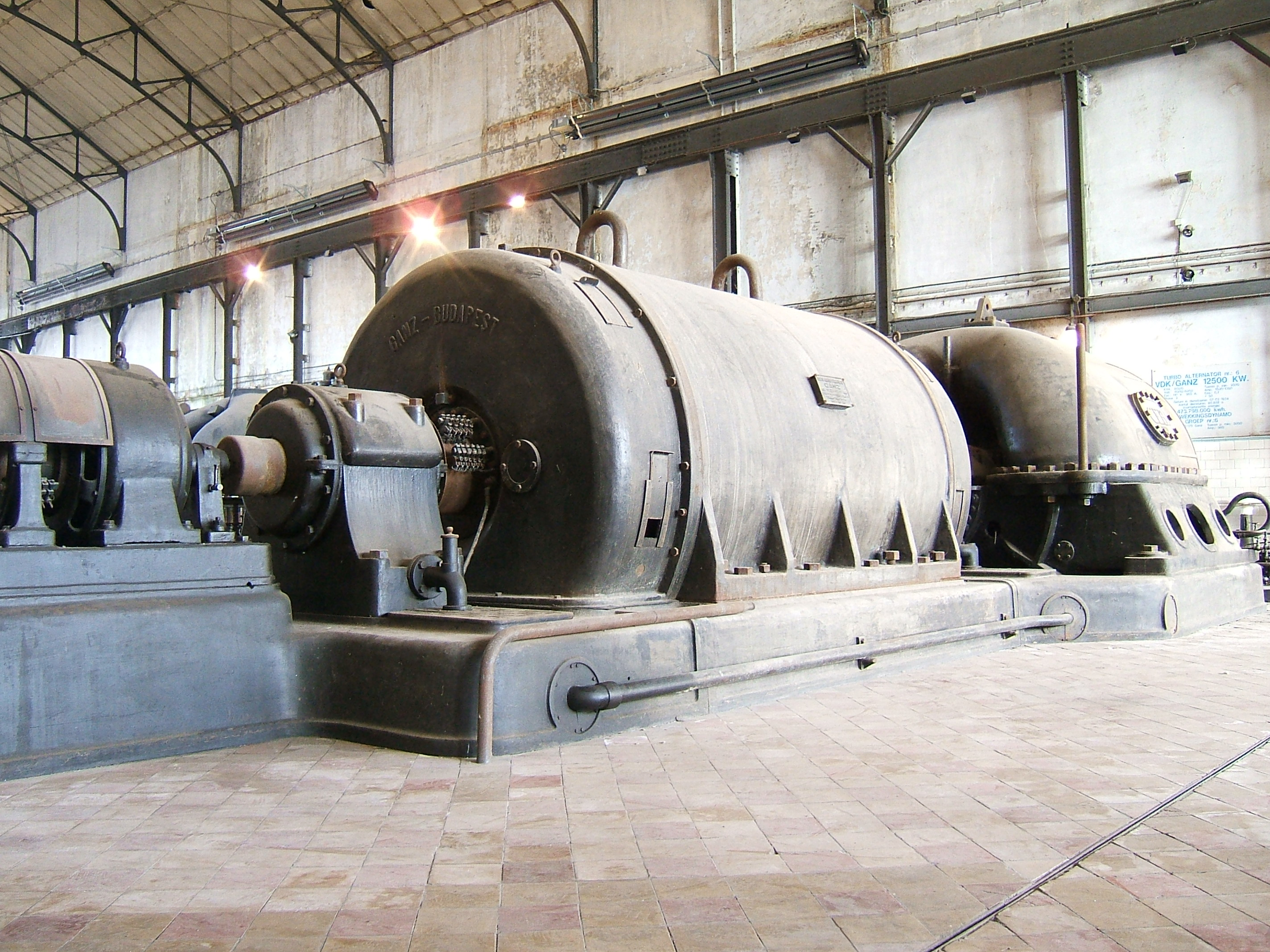
초기 발전기 (벨기에 소재)

최초의 실용적인 발전기는 1860년대 후반 프랑스의 공학자이자 발명가인 제노브 테오필 그람이 제작한 그람 발전기이다. 지멘스는 1866년에 처음으로 전자석을 사용한 대형발전기를 완성시켰는데, 그것은 기술사상(技術史上) 와트의 증기기관에 비교할 만한 획기적인 것이었다. 이에 이어서 벨기에의 그람(Gramme)은 1870년에 고리형(環型) 코일의 발전기를, 독일의 알테네크(Alteneck)는 1873년에 드럼형 코일의 발전기를 발명했다. 그러나 그 당시의 발전소는 전압의 안정성이라든가 효율과 같은 점에서 볼 때 만족할 수 있는 것은 아니었다. 에디슨은 그 때문에 자기가 발명한 탄소선전구(炭素線電救)에 사용할 수 있는 새로운 발전기의 연구를 추진하게 되었다. 그리고 1882년 9월, 뉴욕시에 최초의 대규모 화력발전소(증기기관으로 운전되는)를 건설하였고, 중앙발전소로부터 말단의 전등까지 110V의 직류 송전 계통을 이룩해 내고, 이것을 기업화시켰다. 그 후 곧 이어 미국의 웨스팅하우스(Westinghouse, 1846 ~ 1914)에 의해서 교류 송전 방식이 실현되었다. 삼상교류 방식이 완성된 것은, 과거에 에디슨 밑에서 일하고 있었던 니콜라 테슬라에 의해 1891년에 교류발전기를 개발하여 상업화한 것이며 이로 인해 산업 발전에 기여를 하였다. 발전기는 전기사업자용의 상용발전기와 수용가에서 구비하는 비상용발전기로 구분되어 설치된다. 1894년 독일 엔지니어인 루돌프 디젤(Rudolf Diesel)은 별도의 점화장치 없이 연료의 압축 착화를 이용한 내연기관으로 특허를 얻어 1897년 MAN사의 지원으로 최초의 디젤엔진을 제작하였다. 디젤의 엔진은 동시대의 다른 엔진에 비하여 고효율의 성능을 가지고 있었다. 오늘날 디젤엔진 발전기는 전전압에 도달하는 출력 속도가 빠르며, 신뢰성이 높고, 설치가 쉽고, 고용량도 적용이 용이하며, 시공비 등이 경제적이라는 장점을 가진다. 이에 따라 자가발전설비로서 비상용발전기는 소음 및 매연의 단점에도 불구하고, 중, 대형 용량으로서 디젤엔진 비상발전기가 일반화되어 가장 많이 사용되고 있다. 국내의 발전기 도입은 1899년 5월 17일 동대문에 발전소 개설이 효시였다. 1898년(고종 34년) 1월 26일 한성전기회사에 의한 설치였으며, 1903년에는 제2발전소가 마포에 세워졌다. 한국 최초의 수력발전소는, 1923년에 금강산전기철도회사의 자가용 발전소인 금강산 중대리(中臺里)발전소에 의해 서울로 송전한 것이 최초이고, 1929년에 부전강 제1발전소가 송전하기 시작하였다. 그리고 압록강에는 60만㎾의 시설용량을 가진 동양 제1의 수풍(水豊)발전소(1941년 완성)가 있다. 8·15 직전 조사 결과에 의하면 남북한의 수력 총발전 지점은 163개 소였다. 하지만 1972년 말의 남한의 총발전량은 118억 3,900만 ㎾h, 총시설용량은 387만 2,000㎾, 최대출력은 209만 7,000㎾, 평균출력은 134만 8,000㎾였다.

## 역사
마이클 패러데이(Michael Faraday)에 의한 두 개의 영구자석 사이에 구리판을 닿지 않게 통과시키고 이 구리판을 회전시키면 전류가 발생한다는 것을 입증하는 “Faraday Disc” 발명이 발전기의 시발점이다. 자기와 전기의 관계가 발견되기 전 발전기는 정전기 원리를 사용하여 발명되었다. 이는 고압 저전류를 발생시켰다. 하전된 벨트, 판, 원판을 움직여 작동시켰는데 고압의 전극으로 전하를 옮겼다. 전하는 두 메카니즘 중 하나로 발생되었다.
- 정전기 유도
- 마찰전기효과, 두 절연체 간의 접촉은 하전되게 하였다.

## 발전기의 구조

### 계자와 전기자
발전기는 자극 사이에서 코일을 돌리거나, 코일 사이에서 자극을 돌려서 코일의 양단으로부터 전류를 얻는 것이다. 보통 전류를 빼내는 쪽을 전기자(電機子), 자계(磁界)를 만드는 쪽을 계자라고 한다. 전기자는 자속을 강화시키기 위하여 철심(규소강판을 절연시켜서 여러 겹 쌓은 것)의 홈에 절연된 전기자 코일을 감아서 만들어진다. 계자에도 철심에다 코일을 감고 직류전류를 흘려 보내는 전자석이 쓰이고있다.

### 직류 발전기
정류자는 교류발전기의 슬립 링처럼 전선과 함께 회전한다.
정류자는 두 부분으로 나뉘어 각각 절연되어 있는데 고리모양의 전선 양쪽 끝부분은 각각 다른 쪽 정류자에 연결되어 있다.
외부에 연결된 탄소 브러시 두개가 회전하는 정류자에 닿아 있어 한쪽 브러시를 통해서 발전기의 전류가 나오고, 다른 쪽 브러시로 전류가 들어간다. 정류자는 코일에 흐르는 전류의 방향이 바뀌더라도 외부로 나가는 전류가 일정한 방향을 유지하도록 설계되어 있다.

## 같이 보기
- 발전
- 전동기
- 터빈 발전기
- 밴더그래프 발전기
- 회생 제동